# Naissance en 870
Naissance
- 866
- 867
- 868
- 869
- 870
- 871
- 872
- 873
- 874

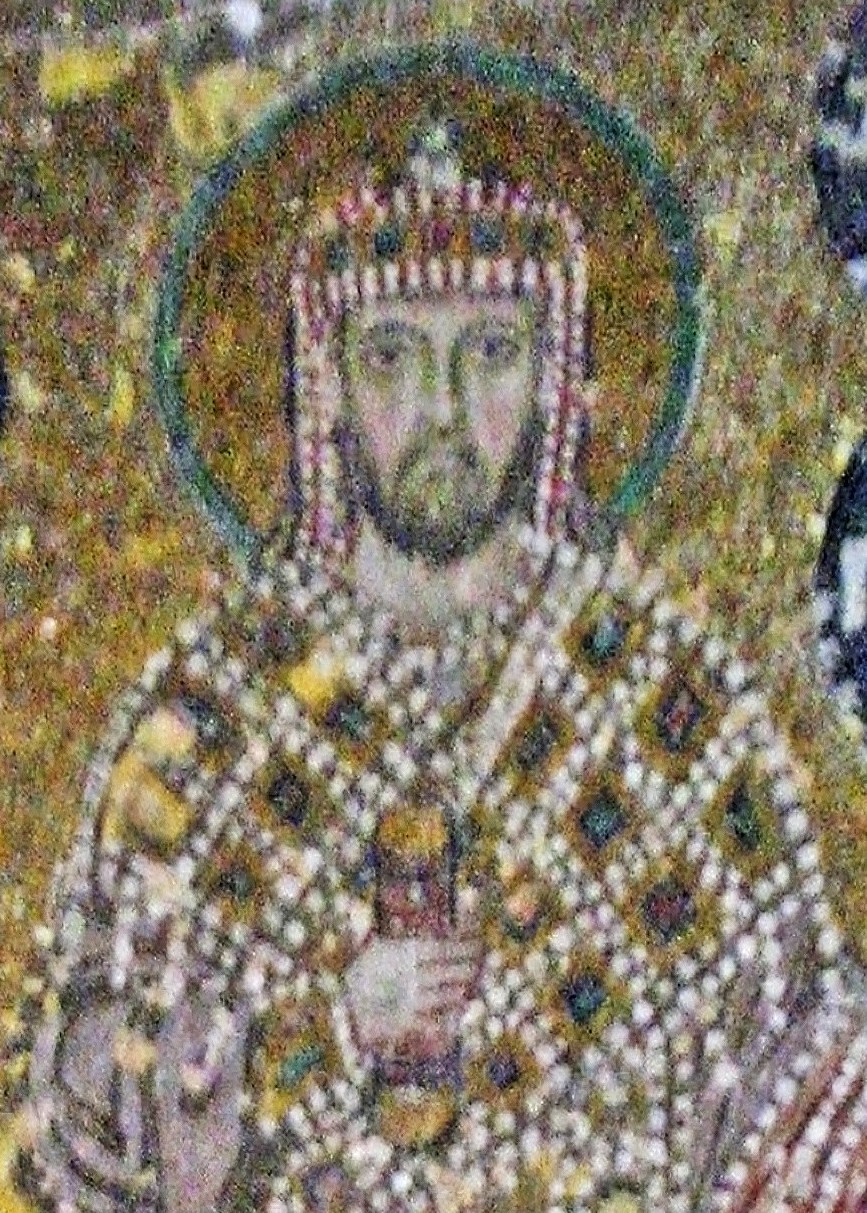
Alexandre né en 870.

Cette page dresse une liste de personnalités nées au cours de  l'année 870 :
- 23 novembre : Alexandre, coempereur byzantin.

- Ermengaud de Rouergue, comte de Rouergue, comte de Quercy, marquis de Gothie.

date incertaine (vers 870)
- Ebles Manzer, comte de Poitiers.

## Crédit d'auteurs
- Cet article est partiellement ou en totalité issu de l'article intitulé « 870 » (voir la liste des auteurs).